# 1000 km Buenos Aires
1000 km Buenos Aires byl vytrvalostní závod sportovních vozů, konající se v Buenos Aires. Většinou se konal na okruhu Autódromo Oscar y Juan Gálvez, až na rok 1957, kdy se závod přesunul na 10,2 km dlouhý okruh Costanera. Závod byl ovládán Ferrari, jejich vozy zvítězily v šesti závodech. Američan Phil Hill byl jediný, kdo dokázal vyhrát více než jednou.

## Historie
V roce 1953 navštívila nově postavený Autódromo Oscar Alfredo Gálvez formule 1. Závod byl velmi úspěšný, takže se na něj F1 vrátila i příští rok, a také bylo rozhodnuto, že se zde budou konat i závody z nově vytvořeného seriálu World Sportscar Championship. Po závodě 1000 km Nürburgring byl 1000 km Buenos Aires druhou největší událostí v historii série.
| Rok          | Jezdci                                         | Team                      | Vůz                     | Čas         | Okruh               |
| ------------ | ---------------------------------------------- | ------------------------- | ----------------------- | ----------- | ------------------- |
| 1954         | Giuseppe Farina Umberto Maglioli               | Scuderia Ferrari          | Ferrari 375 Plus        | 6:41:50.800 | 9,5 km              |
| 1955         | Enrique Saenz Valiente José María Ibáñez       | bez týmového jména        | Ferrari 375 Plus        | 6:35:15.400 | 17,1 km             |
| 1956         | Stirling Moss Carlos Menditeguy                | Officine Alfieri Maserati | Maserati 300S           | 6:29:37.900 | 9,5 km              |
| 1957         | Masten Gregory Eugenio Castellotti Luigi Musso | Scuderia Temple Buell     | Ferrari 290 MM          | 6:10:29.900 | 10,2 km (Costanera) |
| 1958         | Peter Collins Phil Hill                        | Scuderia Ferrari          | Ferrari 250 Testa Rossa | 6:19:55.400 | 9,5 km              |
| 1959         | nekonal se                                     | nekonal se                | nekonal se              | nekonal se  | nekonal se          |
| 1960         | Phil Hill Cliff Allison                        | Scuderia Ferrari          | Ferrari 250 TR59/60     | 6:17:12.100 | 9,5 km              |
| 1961 až 1969 | nekonal se                                     | nekonal se                | nekonal se              | nekonal se  | nekonal se          |
| 1970†        | Jean-Pierre Beltoise Henri Pescarolo           | Equipe Matra              | Matra-Simca MS630/650   | 5:37:22.200 | 6,1 km              |
| 1971         | Jo Siffert Derek Bell                          | J. W. Automotive          | Porsche 917K            | 5:25:25.940 | 6,1 km              |
| 1972         | Ronnie Peterson Tim Schenken                   | SpA Ferrari SEFAC         | Ferrari 312 PB          | 5:45:58.220 | 6,0 km              |

† – nezapočítáváno do mistrovství